# Перетятько, Александра Анатольевна
Александра Анатольевна Перетятько  (род. 11 апреля 1984 года, Симферополь) — украинская волейболистка, связующая. Мастер спорта Украины международного класса.

## Биография
Родилась 11 апреля 1984 года в Симферополе. Начала заниматься волейболом в 1996 году в городе Саки. Первый тренер — Виктор Гутиков. В 1997 году перешла в Луганский спортинтернат при команде «Искра».
Выступала за команды «Джинестра» (2000—2002, 2007—2009), «Северодончанка» (2002—2004, 2006—2007), «Химволокно» (2004—2005), «Яловаспор» (2005—2006), «Динамо-Янтарь» (2009—2010), «Азеррейл» (2010—2011), «Протон» (2011—2012), «Коледжлилер» (2012—2013), «Индезит» (2013), «Химик» (2014—2015), «Енисей» (2015—2022).
С 2003 по 2020 год выступала за национальную сборную Украины.
В 2007 году окончила Одесский национальный университет имени И. И. Мечникова.
Замужем за Марком Диковченко. 26 июля 2014 года Александра родила дочь Аделину.

## Достижения

### С клубами
- Обладатель Кубка вызова ЕКВ 2011.
- Бронзовый призёр чемпионата России 2017
- Двукратный серебряный призёр Кубка России (2017, 2018)
- Чемпионка Украины 2015
- Серебряный призёр чемпионата Украины 2008
- Бронзовый призёр чемпионата Украины 2005